# Samsunspor
Samsunspor is een Turkse voetbalclub opgericht in 1965 te Samsun, gelegen in de Zwarte Zeeregio.
De voetbalclub speelt in het rood-wit, en de thuisbasis is het Samsun 19 mei-stadion, dat plaats biedt aan 33.919 toeschouwers. De trainingen worden afgewerkt in het Nuri Asan trainingscomplex. Samsunspor is de eerste ploeg uit het Zwarte Zeegebied die in de Süper Lig heeft gevoetbald. De club houdt zich naast voetbal ook bezig met basketbal.

Samsun ligt in de Zwarte Zeeregio.

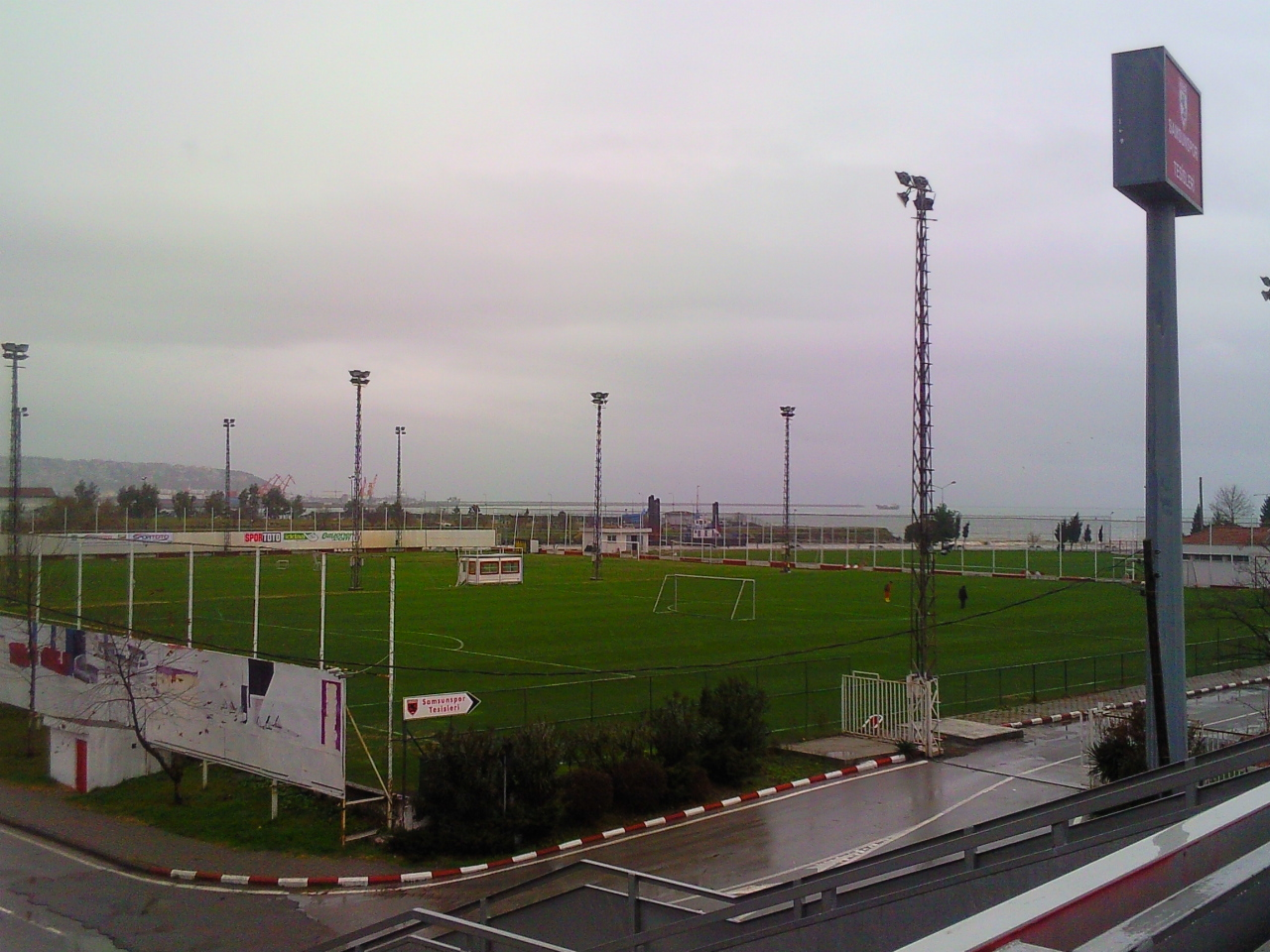
Nuri Asan trainingscomplex

## Geschiedenis

### Oprichting

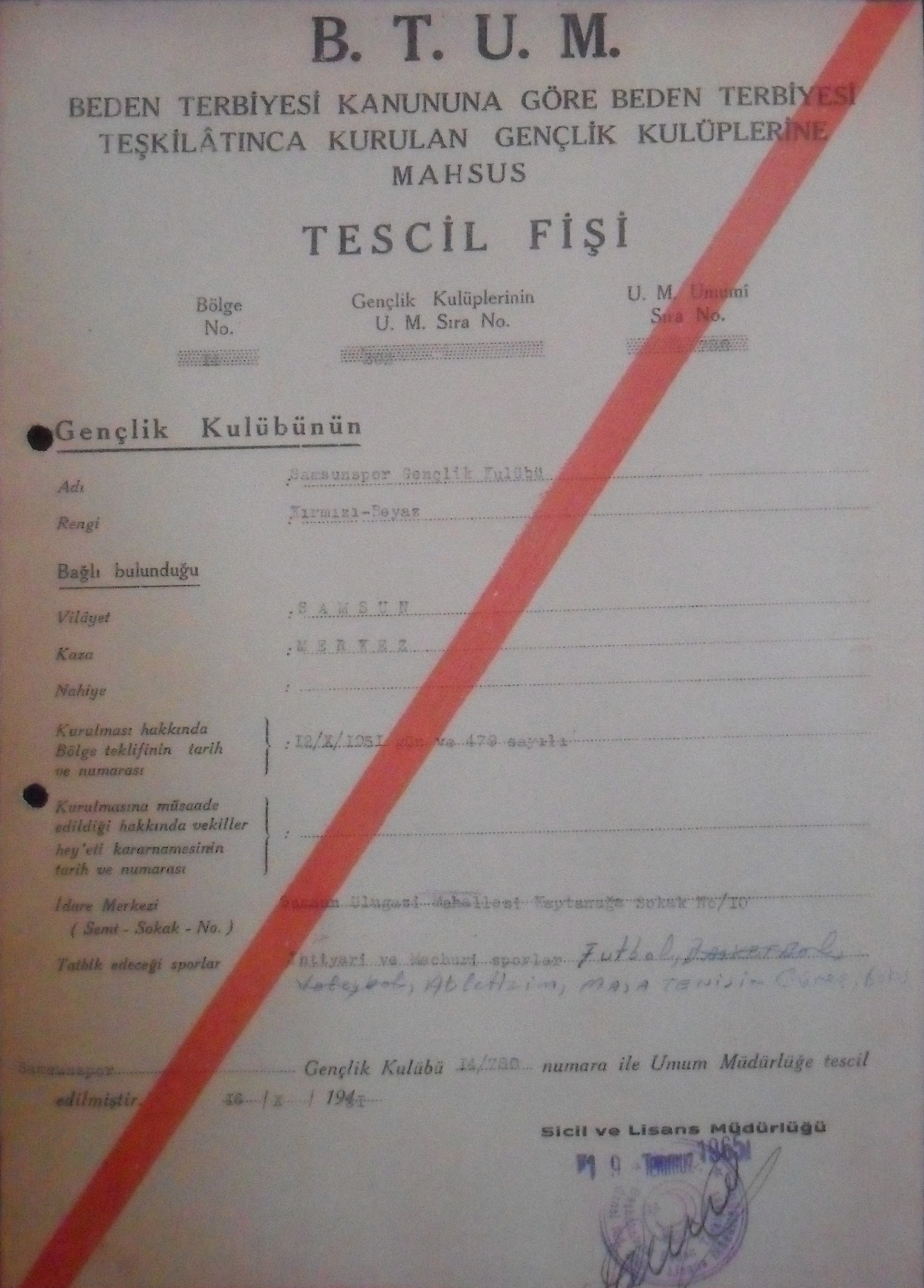
Oprichtingsakte

Samsunspor is opgericht in 1965 door fusies van 5 regioploegen. Deze teams waren 19 Mayıs, Fener Gençlik, Akınspor ve Samsun Galatasaray Gençlik.

### Mustafa Kemal Atatürk
De naam van het huidige stadion verwijst naar de datum, 19 mei 1919, waarop de stichter van de Turkse Republiek Mustafa Kemal Atatürk vanuit Bandırma per boot in Samsun aankwam. In Samsun organiseerde hij zijn eerste congres, dat de aanzet vormde voor de latere Turkse Onafhankelijkheidsoorlog. Atatürk kent om deze reden ook een prominente plaats in het clublogo.

### Spelersbusongeluk van 20 januari 1989
Op 20 januari 1989 kwam de spelersbus van Samsunspor, die onderweg was naar de uitwedstrijd tegen Malatyaspor, in botsing met een vrachtwagen. Bij het tragische ongeval kwamen de spelers Mete Adanır en Muzaffer Badaloğlu, trainer Nuri Asan en de buschauffeur om het leven; Zoran Tomić lag bijna een half jaar in coma en werd op 14 juni het vijfde slachtoffer. Spelers als Erol Dinler, Emin Kar en Yüksel Öğüten raakten dusdanig zwaar gewond dat ze hun carrière moesten beëindigen. Alle resterende wedstrijden van Samsunspor werden reglementair 0-3 voor de tegenstander verklaard; de club eindigde hierdoor op de laatste plaats van de competitie, maar hoefde niet te degraderen. Dat bleek overigens uitstel van executie te zijn, want een jaar later volgde de onvermijdelijke degradatie dan toch.

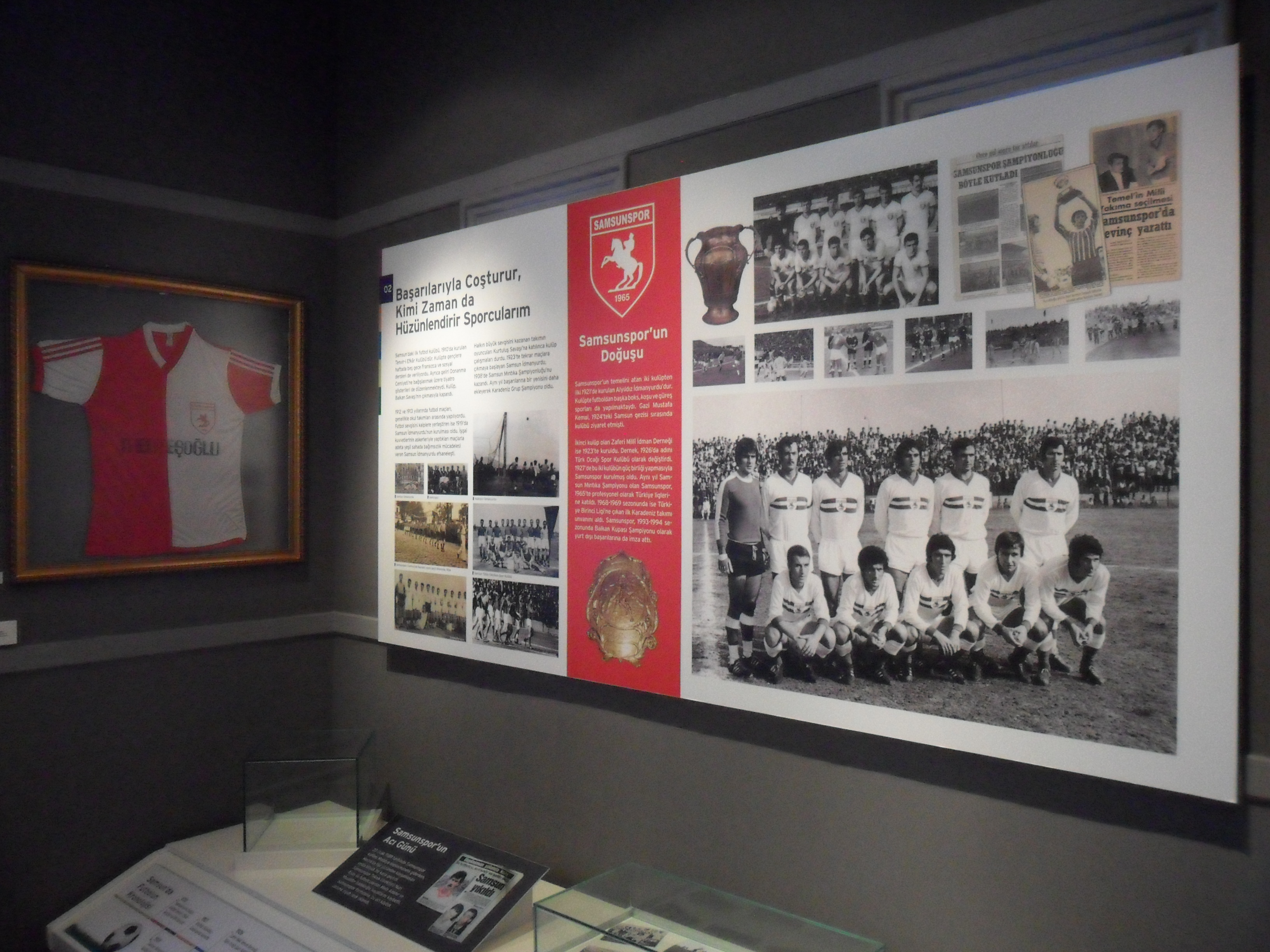
Geschiedenisomschrijving van Samsunspor & het laatst aangedane shirt van Muzaffer Badalıoğlu - Samsun Kent Museum

### Prestaties
Samsunspor heeft in totaal acht periodes in de hoogste Turkse voetbaldivisie gevoetbald en zijn zevenmaal uit deze competitie gedegradeerd. De beste prestatie van de club in de Süper Lig dateert uit de seizoenen 1985/86 en 1986/87. Destijds werden ze tweemaal derde. Daarnaast hebben ze één keer in de finale van de Turkse Beker (1988) en één keer in de halve finale van de Intertoto Cup (1998) gestaan. Tot slot heeft Samsunspor in 1993/94 de Balkan Cup gewonnen.

### Gespeelde divisies
Süper Lig: 1969-1975, 1976-1979, 1982-1983, 1985-1990, 1991-1992, 1993-2006, 2011-2012, 2023-

1. Lig: 1965-1969, 1975-1976, 1979-1982, 1983-1985, 1990-1991, 1992-1993, 2006-2011, 2012-2018, 2020-2023

2. Lig: 2018-2020

### Erelijst
- TFF 1. Lig

1969, 1976, 1982, 1985, 1991, 1993, 2023
- TFF 2. Lig Witte Groep

2020
- Balkan Cup

1994

## Europese geschiedenis

### De jaren 80
Samsunspor heeft zijn eerste Europese ervaring beleefd in het seizoen 1987-88 met de Balkan Cup. In de Balkan cup bevond de club zich in groep B. In de eerste wedstrijd werd er op 21 oktober 1987 tegen de Griekse club Iraklis FC met 4-3 verloren. De tweede wedstrijd verloor Samsunspor tegen de Bulgaarse club FK Sliven, met 7-0. De derde wedstrijd in deze groep, tevens de revanche tegen FK Sliven, won Samsunspor met 3-2. Ook de laatste wedstrijd van de groep, welke plaatsvond op 8 januari 1988, verloor Samsunspor tegen Iraklis, met 6-1. Dit zorgde er echter niet voor dat Samsunspor werd geëlimineerd. Sterker nog, Samsunspor werd tweede in groep B.

### 1993-94
In het seizoen 1993-94 nam Samsunspor weer deel aan de Balkan cup en werd kampioen. Samsunspor speelde in Bulgarije gelijk tegen Pirin Blagoëvgrad en won thuis met 4-1. Daarnaast wonnen zij twee keer van de Griekse club PAS Giannina met 0-3 en 2-0. Zo won de club als derde en laatste van het land deze beker. Eerder wonnen ook Sarıyer GK en Fenerbahçe SK deze beker.

## Supporters

### Lazigolar
Lazigolar zijn een van de eerste supportersverenigingen van het land. De bekendste leider van de groep was Amigo Orhan, die ook daarna nog leider was van een supportersgroep van Eskişehirspor. Deze vereniging is opgericht door Lazigo Yılmaz.

### Şirinler
De Şirinlergroep werd opgericht in 1986 en een van de bekendste en luidste supporters van het land. In 2001 werd de leider van de vereniging gevangengenomen door de politie tijdens een wedstrijd tegen Fenerbahçe SK. Naar aanleiding hiervan werd de naam veranderd in Yeni Şirinler, wat Nieuwe Smurfen betekent. In 2002 werd de naam terug gewijzigd in Şirinler. De vereniging heeft ook twee subcategorieën, Liseli Şirinler en Üniversiteli Şirinler. Zij heeft ook een samenwerkingsband met de supportersgroep van Ankaragücü, Gecekondu.

## Samsunspor in Europa
Uitslagen vanuit gezichtspunt Samsunspor
| Seizoen | Competitie    | Ronde   | Land                 | Club                | Totaalscore | 1e W    | 2e W    | PUC |
| ------- | ------------- | ------- | -------------------- | ------------------- | ----------- | ------- | ------- | --- |
| 1997    | Intertoto Cup | Groep 6 | Vlag van Denemarken  | Odense BK           | 2-0         | 2-0 (T) |         | 0.0 |
|         |               | Groep 6 | Vlag van Litouwen    | FBK Kaunas          | 1-0         | 1-0 (U) |         | 0.0 |
|         |               | Groep 6 | Vlag van IJsland     | Leiftur Olafsjördur | 3-0         | 3-0 (T) |         | 0.0 |
|         |               | Groep 6 | Vlag van Duitsland   | Hamburger SV        | 1-3         | 1-3 (U) |         | 0.0 |
| 1998    | Intertoto Cup | 2R      | Vlag van Denemarken  | Lyngby BK           | 4-3         | 3-0 (T) | 1-3 (U) | 0.0 |
|         |               | 3R      | Vlag van Engeland    | Crystal Palace FC   | 4-0         | 2-0 (U) | 2-0 (T) | 0.0 |
|         |               | 1/2     | Vlag van Duitsland   | Werder Bremen       | 0-6         | 0-3 (U) | 0-3 (T) | 0.0 |
| 2025/26 | Europa League | PO      | Vlag van Griekenland | Panathinaikos FC    | -           | (U)     | (T)     | 0.0 |

Totaal aantal punten voor UEFA coëfficiënten: 0.0
Zie ook
- Deelnemers UEFA-toernooien Turkije
- Ranglijst van alle clubs die in de diverse Europa Cups zijn uitgekomen

## Bekende (oud-)spelers
Turken
- Ahmet Altın
- Soner Aydoğdu
- Uğur Boral
- Tanju Çolak
- Uğur Dağdelen
- Emre Demir
- Anıl Dilaver
- Oktay Derelioğlu
- İlhan Mansız
- Tümer Metin
- Serdar Özkan
- Yasin Öztekin
- Ertuğrul Sağlam
- Mustafa Sarp
- Murat Yıldırım
- Musa Sinan Yılmazer

Albanezen
- Klodian Duro

Belgen
- Izzet Akgül
- Tom Muyters
- Talha Ülvan

Brazilianen
- André Bahia

Burkinees
- Aristide Bancé

Duitsers
- Michael Fink

Ghanezen
- Edwin Gyasi

Grieken
- Theofanis Gekas

Joegoslaven
- Zoran Tomić

Marokkanen
- Youssef Aït Bennasser

Nederlanders
- Kevin Brands
- Nadir Çiftçi
- Hasan Kılıç
- Jeroen Lumu
- Alim Öztürk
- Elano Yegen
- Mohamed Ihattaren

Nigerianen
- Wilson Oruma
- Simon Zenke

Roemenen
- Bogdan Stelea
- Daniel Timofte
- Giani Stelian Kiriţă

Senegalezen
- Ibrahima Gueye

Serviërs
- Oliver Kovačević

Tunesiërs
- Kaies Ghodhbane

## Verbonden aan Samsunspor

### Voorzitters
- 1965 - 1968 Kadri Ersan
- 1968 - 1971 Yılmaz Ulusoy
- 1971 - 1972 Nüzhet Ulusoy
- 1972 - 1973 Bülent Semizoğlu
- 1973 - 1974 Fevzi Tombuloğlu
- 1974 - 1974 Bülent Semizoğlu
- 1974 - 1979 Fehmi Sağlamer
- 1979 - 1982 Ender Cengiz
- 1982 - 1984 Hüseyin Altuncu
- 1984 - 1989 Hasbi Menteşoğlu
- 1989 - 1991 Hakkı Tomaç
- 1991 - 1992 Aslan Çınar
- 1992 - 2001 İsmail Uyanık
- 2001 - 2002 Yusuf Ziya Yılmaz
- 2002 - 2005 İsmail Uyanık
- 2005 - 2006 Adnan Ölmez
- 2006 - 2007 Mazhar Başoğlu
- 2007 - 2008 Sezgin Gümüş
- 2008 - 2009 Fuat Köktaş
- 2009 - 2010 Hakkı Tomaç
- 2010 - 2011 İsmail Erkurt Tutu
- 2011 - 2012 Kazım Yılmaz
- 2012 - 2014 Emin Kar
- 2014 - 2014 Mehmet Pank
- 2014 - 2017 İsmail Erkurt Tutu
- 2018 - 2018 Ahmet Güral Karayılmaz
- 2018 - 2020 İsmail Uyanık
- 2020 - 2020 Suat Çakır
- 2020 - heden Yüksel Yıldırım

### Trainers
- Lefter Küçükandonyadis (1967)
- Turgay Şeren (1970–71)
- Horst Hrubesch (1997)
- Bülent Ünder (2000–2001)
- Gjore Jovanovski (2002–2002)
- Sakip Özberk (2002–2003)
- Gheorghe Mulţescu (2003)
- Ertuğrul Sağlam (2003–2005)
- Erdoğan Arıca (2003–2004)
- Saban Yildirim (2005–2005)
- Erdoğan Arıca (2005–2006)
- Levent Eriş (2006–2007)
- Mustafa Ugur (2007)
- Yücel Ildiz (2007–2008)
- Muhammet Dilaver (interim) (2008)
- Orhan Kapucu (2008)
- Hayrettin Gümüsdag (2008)
- Nafiz Tural (interim) (2008)
- Hülagü Ercüment Coskundere (2008–2009)
- Turhan Özyazanlar (2009)
- Orhan Anil (interim) (2009)
- Hüseyin Kalpar (2009–2011)
- Vladimir Petković (2011–2012)
- Mesut Bakkal (2012)
- Tarkan Demirhan (2012)
- Erhan Altın (2012)
- Besim Durmuş (2012-2013)
- Hüseyin Kalpar (2013-2014)
- Erhan Altın (2014-2015)
- Ümit Özat (2015-2016)
- Engin Korukır (2016)
- Osman Özköylü (2016-2017)
- Alpay Özalan (2017)
- Engin İpekoğlu (2017–2018)
- Besim Durmuş (2018)
- Taner Taşkın (2018–2019)
- İsmet Taşdemir (2019)
- İrfan Buz (2019)
- Recep Sermet Boyar (interim) (2019)
- Ertuğrul Sağlam (2019–2021)
- Mehmet Altıparmak (2021)
- Fuat Çapa (2021–2022)
- Bayram Bektaş (2022)
- Hüseyin Eroglu (2022–2023)
- Markus Gisdol (2023–2024)
- Thomas Reis (2024–heden)